# Дуклер, Валентин Самойлович
Валенти́н Само́йлович Дуклер (при рождении Вольф Шмулевич Дуклер, с 25 октября 1969 года — Валентин Дуклер; 16 мая 1908, Одесса — 6 ноября 1997, Киев) — советский актёр театра и кино. Заслуженный артист Украинской ССР (1940).

## Биография
Родился 16 мая (по старому стилю) 1908 года в Одессе в семье тульчинского мещанина Шмуля Йосевича Дуклера (1885—?) и дубоссарской мещанки Шендли Вольковны (Вольфовны) Дуклер (в девичестве Бродской, 1882—?), заключивших брак там же 26 октября 1907 года. 
В 1930 году окончил музыкально-драматический институт в Одессе. Работал в Одессе и Харькове, затем в академическом драматическом театре им. Ивана Франко в Киеве.
В 1950—1960-х годах — в театре им. Леси Украинки в Киеве (более сорока пяти ролей).
В 1940 году ему присвоено звание Заслуженный артист Украинской ССР.

## Творчество

### Фильмография
- 1933 — Последняя ночь
- 1939 — Щорс — Исаак Тышлер
- 1955 — Звезды на крыльях
- 1955 — Пламя гнева — Немирыч
- 1957 — Ласточка (фильм) — Крусс
- 1959 — Огненный мост (т.с.) — Стрижаков
- 1961 — Артист из Кохановки — Околесов, иллюзионист
- 1964 — Карты (к.м.)
- 1965 — Гадюка
- 1968 — Разведчики

### Озвучивание мультфильмов
- 1963 —  Заяц и Ёж
- 1964 — Аистенок
- 1972 — Братец Кролик и братец Лис
- 1973 — Была у слона мечта
- 1976 — Лесная песнь